# کارل هولمبری
کارل هولمبری (انگلیسی: Carl Holmberg; ۹ مارس ۱۸۸۴ – ۱ دسامبر ۱۹۰۹) ژیمناست هنری اهل سوئد بود.